# 몬타

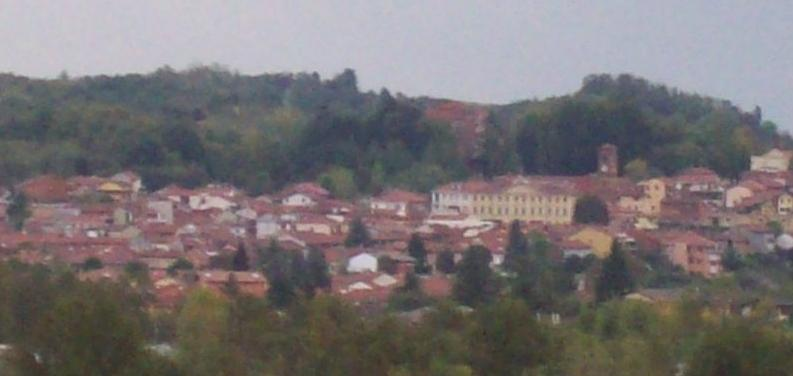

몬타(Montà)는 이탈리아 피에몬테주 쿠네오도의 코무네이다. 토리노에서 남동쪽으로 약 35킬로미터, 쿠네오에서 북동쪽으로 약 60킬로미터 지점에 위치해 있다.

## 주변 지방 자치체
몬타의 주변에 위치한 지방 자치체로는 Canale, Cellarengo, Cisterna d'Asti, Ferrere, Pralormo, Santo Stefano Roero, Valfenera가 있다.